# Budge Patty
John Edward Patty, Budge Patty (ur. 11 lutego 1924 w Fort Smith, zm. 3 października 2021 w Lozannie) – amerykański tenisista, zwycięzca czterech turniejów wielkoszlemowych, w tym Wimbledonu i mistrzostw Francji w grze pojedynczej, reprezentant kraju w Pucharze Davisa.

## Kariera tenisowa
Jego przydomek „Budge” nie pochodził od nazwiska słynnego tenisisty Dona Budge, ale od angielskiego słowa „budge”. Jak wspominał Patty, określił go tak brat, co miało żartobliwie nawiązywać do lenistwa i bezruchu przyszłego sportowca. Patty wychowywał się w Los Angeles, tam także nauczył się grać w tenisa. W czasie II wojny światowej został powołany do wojska i służył w Europie. Po wojnie pozostał na tym kontynencie, osiągając szereg sukcesów sportowych i zyskując inny przydomek – „Amerykanina w Paryżu”.
Praworęczny Patty znany był ze skutecznej gry z głębi kortu (słynął m.in. z minięć) i cieszył się opinią jednego z najbardziej stylowych tenisistów swojej epoki. Dysponował również dobrym wolejem forhendowym. W czasie kariery amatorskiej wygrał łącznie 76 turniejów, figurując w latach 1947–1957 w czołowej dziesiątce nieoficjalnego rankingu światowego. Na czele tej klasyfikacji znalazł się w 1950, kiedy jako drugi Amerykanin w historii – po Donie Budge w 1938 – wygrał w jednym sezonie na mączce kortów Rolanda Garrosa i na trawie Wimbledonu. W Paryżu pokonał w finale Jaroslava Drobnego w pięciu setach, w Londynie zwyciężył w półfinale rozstawionego z numerem drugim Billa Talberta, a w finale najwyżej rozstawionego Franka Sedgmana w czterech setach. Obrona tytułów w 1951 nie powiodła się Patty’emu – w mistrzostwach Francji odpadł w 1/8 finału ze Szwedem Lennartem Bergelinem, na Wimbledonie w drugiej rundzie z Hamiltonem Richardsonem.
W 1948 Patty przegrał w półfinale paryskiej imprezy wielkoszlemowej z Drobnym w pięciu setach, a rok później doszedł do finału – w półfinale pokonał Pancho Gonzáleza, w finale uległ Frankowi Parkerowi. W półfinale w 1954 musiał uznać wyższość Tony’ego Traberta. Był również w półfinałach Wimbledonu w 1954 (porażka z Drobnym) i w 1955 (porażka z Trabertem). Słabiej wypadał w mistrzostwach USA, gdzie najwyżej doszedł do ćwierćfinału w 1951, ulegając Dickowi Savittowi. Europejskie korty ziemne przyniosły mu szczęście także w Rzymie, gdzie w 1954 triumfował w międzynarodowych mistrzostwach Włoch.
Na szczególną uwagę zasługują pojedynki Budge’a Patty’ego z reprezentantem Czechosłowacji (potem Egiptu) Jaroslavem Drobným. Spotykali się oni wielokrotnie w najważniejszych turniejach. W trzeciej rundzie Wimbledonu 1953 rywale stoczyli przeszło 4-godzinny pojedynek, który na swoją korzyść rozstrzygnął Drobný, chociaż – podobno pierwszy raz w życiu – musiał zmagać się ze skurczami mięśni, a także prowadzeniem Patty’ego 2:1 w setach, trzema piłkami meczowymi w czwartej partii i kolejnymi trzema w secie ostatnim. Mecz, przy zapadających ciemnościach, zakończył się wynikiem 8:6, 16:18, 3:6, 8:6, 12:10, a czas trwania – 4 godziny i 20 minut – pozostawał rekordem Wimbledonu do 1969 (5 godzin i 12 minut grali wówczas w pierwszej rundzie Pancho González i Charlie Pasarell). Inny mecz Patty i Drobný stoczyli 20 lutego 1955 w finale turnieju w Lyonie. Na długo przed wprowadzeniem tie-breaka tenisiści rozegrali równo sto gemów, by zrezygnować z kontynuowania meczu przy stanie 19:21, 10:8, 21:21 i podzielić się pierwszą nagrodą.
W 1957 Patty i starszy 10 lat Gardnar Mulloy (wówczas 43-letni) wygrali grę podwójną na Wimbledonie. W finale pokonali rozstawionych z pierwszym numerem dużo młodszych australijskich rywali – 22-letniego Lew Hoada i 23-letniego Neale’a Frasera 8:10, 6:4, 6:4, 6:4. Kilka miesięcy później weterani doszli także do finału mistrzostw USA, gdzie przegrali z Fraserem i Ashleyem Cooperem. Jedyny tytuł w grze mieszanej Patty zdobył w pierwszej powojennej edycji mistrzostw Francji, kiedy w parze z Pauline Betz pokonał w finale Toma Browna i Dorothy Cheney 7:5, 9:7.
Stale rezydujący w Europie Patty był pomijany w krajowych rankingach amerykańskich i jedyny raz w czołowej dziesiątce tej klasyfikacji znalazł się w 1951, kiedy był w ćwierćfinale mistrzostw USA oraz wystąpił w Pucharze Davisa. W ramach tych rozgrywek rozegrał dwa mecze – jeden w singlu i jeden w deblu – pozostając niepokonany, ale zabrakło go w składzie na finał 1951, w którym Amerykanie (Vic Seixas, Ted Schroeder, Tony Trabert) ulegli Australijczykom. Patty zdobył natomiast dwa tytuły halowego mistrza USA – w 1950 w mikście z Nancy Chafee i dwa lata później w deblu z Billem Talbertem.
W 1977, roku jubileuszu 100-lecia Wimbledonu, dawny triumfator tej imprezy został uhonorowany miejscem w Międzynarodowej Tenisowej Galerii Sławy.

### Finały w turniejach wielkoszlemowych

#### Gra pojedyncza (2–1)
| Końcowy wynik | Nr | Data           | Turniej                     | Nawierzchnia | Przeciwnik      | Wynik finału            |
| ------------- | -- | -------------- | --------------------------- | ------------ | --------------- | ----------------------- |
| Finalista     | 1. | 28 maja 1949   | French Championships, Paryż | Ceglana      | Frank Parker    | 3:6, 6:1, 1:6, 4:6      |
| Zwycięzca     | 1. | 3 czerwca 1950 | French Championships, Paryż | Ceglana      | Jaroslav Drobný | 6:1, 6:2, 3:6, 5:7, 7:5 |
| Zwycięzca     | 2. | 7 lipca 1950   | Wimbledon, Londyn           | Trawiasta    | Frank Sedgman   | 6:1, 8:10, 6:2, 6:3     |

#### Gra podwójna (1–1)
| Końcowy wynik | Nr | Data            | Turniej                                | Nawierzchnia | Partner        | Przeciwnicy                | Wynik finału        |
| ------------- | -- | --------------- | -------------------------------------- | ------------ | -------------- | -------------------------- | ------------------- |
| Zwycięzca     | 1. | 5 lipca 1957    | Wimbledon, Londyn                      | Trawiasta    | Gardnar Mulloy | Neale Fraser Lew Hoad      | 8:10, 6:4, 6:4, 6:4 |
| Finalista     | 1. | 8 września 1957 | U.S. National Championships, Nowy Jork | Trawiasta    | Gardnar Mulloy | Ashley Cooper Neale Fraser | 6:4, 3:6, 7:9, 3:6  |

#### Gra mieszana (1–0)
| Końcowy wynik | Nr | Data          | Turniej                     | Nawierzchnia | Partnerka    | Przeciwnicy             | Wynik finału |
| ------------- | -- | ------------- | --------------------------- | ------------ | ------------ | ----------------------- | ------------ |
| Zwycięzca     | 1. | 27 lipca 1946 | French Championships, Paryż | Ceglana      | Pauline Betz | Dorothy Bundy Tom Brown | 7:5, 9:7     |